# Ligne 123 (Infrabel)
Pour les articles homonymes, voir Ligne 123.
La Ligne 123 est une ligne de chemin de fer en Belgique, en partie fermée. Elle relie Grammont à Enghien et une seconde section entre Enghien et Braine-le-Comte via Rognon est désormais fermée et démontée.

## Histoire

### Origines
Cette ligne tire ses origines dans une concession, accordée en 1862 à Ernest Boucquéau afin de permettre un débouché à sa société, les Forges, fonderies et laminoirs d’Ernest Boucquéau, futures usines Gustave Boël. Elle fut inaugurée le 5 janvier 1867 par la compagnie du Chemin de fer de Braine-le-Comte à Gand en même temps que la ligne entre Melle et Grammont qui est devenue l'actuelle ligne 122.
Contrairement à beaucoup de concessions ferroviaires belges, l’exploitation fut assurée dès le départ par les Chemins de fer de l’État belge qui donnèrent également des directives dans l’élaboration du projet, notamment les plans des gares (gares à pignons à redents).
La concession du chemin de fer de Braine-le-Comte à Gand fut formellement rachetée par l’État en 1921.
En plus du trafic de et vers les laminoirs de La Louvière, elle fut utilisée pour relier Gand et sa région au centre du pays et a joué un rôle important dans le transport des marchandises.
Elle a servi aux mineurs de la région du Pajottenland venus travailler dans les mines de charbon du bassin minier du centre, ce qui est commémoré par des monuments dans les gares de Gammerages et Tollembeek.
En revanche, le projet de chemin de fer amena Ernest Boucqéau au bord de la faillite, dont il fut sauvé par son comptable, Gustave Boël.

### XXe siècle
La section entre Enghien et Braine-le-Comte devint moins fréquentée dans la seconde moitié du XXe siècle ; elle ne comporte que deux gares (Grandchamps, fermée en 1964 et Rognon). Sa fermeture au trafic des voyageurs fut envisagée en 1984 ; elle sera finalement fermée à tout trafic en 1988 et démontée l’année suivante.
Une petite partie est désormais réutilisée par le Rail Rebecq Rognon.
La construction de la ligne à grande vitesse 1 entre Bruxelles et la frontière française interrompt le tracé de la ligne près de Grandchamps et rend improbable la réouverture de cette portion de ligne.
Le reste de la ligne est utilisé par des trains du RER bruxellois, lignes S5 et S6.

## Tracé

### Gares
Contrairement à la ligne 122, seules deux gares intermédiaires de cette ligne ont reçu dès l'origine un bâtiment de gare définitif. Celle de Gammerages était munie de six travées et celle de Rognon, plus petite, semblait en avoir quatre. Les deux ont désormais été démolies.
Les autres bâtiments de gare ont été ajoutées ultérieurement : 
- Viane-Moerbeke avait un bâtiment provisoire remplacé par une gare type 1881 en 1895. Une partie de cette gare existe toujours et la gare provisoire a été démolie en 2013.
- Tollembeek a reçu une petite halte de type 1893. Le bâtiment a depuis été démoli.
- Hérinnes reçut une gare type 1895 au tournant du vingtième siècle. Ce bâtiment existe toujours et a été restauré.
- Grandchamps était sans doute une simple halte, les installations n'existent plus.

Le bâtiment de la gare d'Enghien, situé sur une section de la ligne 94 mise en service en 1866, date également des années 1860.

### Tunnel d'Overboelare
Près de Grammont, la nature du terrain a nécessité de construire un long tunnel de 401 mètres, le tunnel d'Overboelare qui fut d'emblée équipé pour la double voie, comme le reste de la ligne. Cependant, il était fort étroit et demandait une vitesse de circulation réduite et un faible gabarit, ce qui ne permettait pas d'électrifier ce tunnel avec deux voies à moins de démolir ou dédoubler ce tunnel.
La solution fut trouvée en recourant à la solution des voies mariées, une disposition où les deux voies sont imbriquées les unes dans les autres dans l'axe du tunnel. Cette solution offre, comparé à une voie unique avec des aiguillages de part et d'autre, l’avantage de ne pas comporter de pièce mobile ou de prendre le risque qu'un train se retrouve à contrevoie.